# アイザック・ランド
アイザック・ランド（Isaac Rand、1674年 – 1743年）はイギリスの薬剤師、植物学者である。チェルシー薬草園の設立初期に植物目録の出版などの仕事を担当した。

## 概要
薬剤師名誉協会（Worshipful Society of Apothecaries）の会員で1673年のチェルシー薬草園の設立にかかわったジェームズ・ランドの息子であったと考えられている。1700年にはロンドンのヘイマーケットで薬局を営んでおり、イギリスの植物学者、レナード・プルークネットの著作に、タデ科スイバ属のRumex palustrisの発見者として言及されている。
1707年に植物収集家として知られる、ジェイムズ・ペティヴァーやジョセフ・ミラーと働き、1718年にペティヴァーが没した後、薬草園の学芸員（Demonstrator）に任じられ、その仕事を1738年まで続けた。1722年に博物学者で富豪のハンス・スローンが薬草園に隣接する土地を購入し、薬草園を支援するようになり、有名な園芸家のフィリップ・ミラーが薬草園で働くようになった。チェルシー薬草園の植物目録を王立協会紀要に定期的に発表し、1730年に"Index plantarum officinalium : quas ad materiae medicae scientiam promovendam in Horto Chelseiano ali ac demonstrati curavit Societas Pharmaceutica Londinensis."を出版した。
1739年に王立協会フェローに選ばれた。アカネ科ミサオノキ属の学名、Randiaはウィリアム・ヒューストンが、ランドに献名したもので、チェルシー薬草園を訪れたことのあるカール・フォン・リンネはその名を分類名に採用した。

## 著作

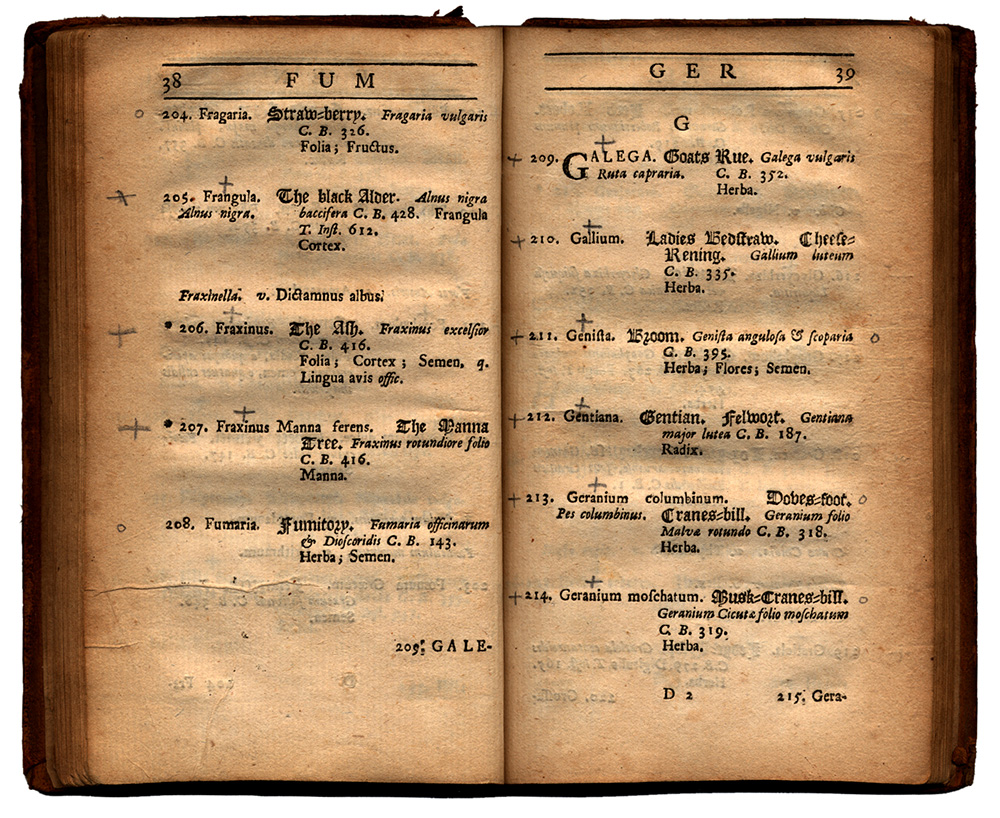
Index plantarum officinalium ... in horto Chelseiano

- Index plantarum officinalium : quas ad materiae medicae scientiam promovendam in Horto Chelseiano ali ac demonstrati curavit Societas Pharmaceutica Londinensis. London, 1730
- Horti Medici Chelseiani index compendiarius : exhibens nomina plantarum quas ad rei herbariae praecipue Materiae Medicae scientiam promovendam ali curavit Societas Pharmacopoeorum Londinensium. London, 1737